# Episodi di NYPD - New York Police Department (quarta stagione)
La quarta stagione della serie televisiva NYPD - New York Police Department è stata trasmessa in prima visione negli Stati Uniti d'America da ABC dal 15 ottobre 1996 al 20 maggio 1997.
In Italia è stata trasmessa in prima visione da Canale 5.
| nº | Titolo originale                | Titolo italiano          | Prima TV USA     | Prima TV Italia |
| -- | ------------------------------- | ------------------------ | ---------------- | --------------- |
| 1  | Moby Greg                       | Brividi a New York       | 15 ottobre 1996  |                 |
| 2  | Thick Stu                       | La bambina scomparsa     | 22 ottobre 1996  |                 |
| 3  | Yes, We Have NO Cannolis        | Il caso riaperto         | 29 ottobre 1996  |                 |
| 4  | Where's 'Swaldo                 | Regolamento di conti     | 12 novembre 1996 |                 |
| 5  | Where'd the Van Gogh?           | Storie di tradimenti     | 19 novembre 1996 |                 |
| 6  | Yes Sir, That's My Baby         | La nuova arrivata        | 26 novembre 1996 |                 |
| 7  | Ted and Carey's Bogus Adventure | Innocenza violata        | 3 dicembre 1996  |                 |
| 8  | Unembraceable You               | Guai per Russell         | 10 dicembre 1996 |                 |
| 9  | Caulksmanship                   | La promozione            | 17 dicembre 1996 |                 |
| 10 | My Wild Irish Nose              | Testimone d’omicidio     | 7 gennaio 1997   |                 |
| 11 | Alice Doesn't Fit Here Anymore  | Diamanti insanguinati    | 14 gennaio 1997  |                 |
| 12 | Upstairs, Downstairs            | Confessioni              | 21 gennaio 1997  |                 |
| 13 | Tom and Geri                    | Il capro espiatorio      | 28 gennaio 1997  |                 |
| 14 | A Remington Original            | Litigi e omicidi         | 11 febbraio 1997 |                 |
| 15 | Taillight's Last Gleaming       | Fantasmi del passato     | 18 febbraio 1997 |                 |
| 16 | What a Dump!                    | Violenza a Manhattan     | 25 febbraio 1997 |                 |
| 17 | A Wrenching Experience          | Il gioiello della corona | 15 aprile 1997   |                 |
| 18 | I Love Lucy                     | Per amore di Lucy        | 22 aprile 1997   |                 |
| 19 | Bad Rap                         | Questioni razziali       | 29 aprile 1997   |                 |
| 20 | Emission Impossible             | Padre a tutti i costi    | 6 maggio 1997    |                 |
| 21 | Is Paris Burning?               | Alta tensione            | 13 maggio 1997   |                 |
| 22 | A Draining Experience           | La sospensione           | 20 maggio 1997   |                 |